# 真光寺 (千葉市)
真光寺（しんこうじ）は、千葉県千葉市若葉区に所在する日蓮正宗の寺院。山号は本住山（ほんじゅうざん）。

## 起源と歴史
- 1638年（寛永15年）- 大石寺末寺として改宗する。
- 1672年（寛文12年）- 北条氏長が，その領地の一部を寄付し、板本尊が造立され、高林坊、好円坊が創立される。
- 1989年（平成元年）- 本堂、客殿などが立て替えられる。
- 2002年（平成14年）- 当時の住職が不行跡により、住職を罷免される。その後、擯斥処分を受けるが、同寺院を占拠する。
- 2003年（平成15年）- 当時の住職が退去し、後任住職が着任。

尚、地元の昔からの檀家は樒と共に色花を墓に供えている。

## 住職
- 三浦富道

## 所在地
- 千葉県千葉市若葉区中田町504

## 寺院周辺
- 東金御成街道
- 泉市民センター
- 千葉市立更科小学校富田分校

## 交通アクセス
- 千葉東金道路高田インターチェンジから車で10分
- タウンライナー千城台駅から車で10分